# Hawd
Hawd és una regió de Somalilàndia creada el 2008.
Forma part de la regió de Woqooyi Galbeed que després es va subdividir en les de Maroodi Jeex i Saaxil, quedant llavors en la primera. Estava situat al sud-est.
La integren els antics districtes de Salahlay (Salaxley) i Bali Gubadle. La vila de Bali Gubadle n'és la capital. Limita al sud amb els districtes etíops de Jijiga i Degehabur; a l'oest amb la regió de Gabiley; a l'est amb la de Odweyne; i al nord amb la de Maroodi Jeex (on està Hargeisa).